# Illgau
Illgau je obec ve švýcarském kantonu Schwyz. Žije zde 802 obyvatel.

## Geografie

Letecký pohled (1928)

Illgau leží na úpatí Alp ve středním Švýcarsku mezi Muotathalem a Ibergereggem. Většina jeho reliéfu směřuje k jihu a jihozápadu. Illgau proto nese přezdívku „sluneční terasa“. Hranice obce tvoří masivy Fallenfluh, Sternenegg, Spyrstock v oblasti Hoch-Ybrig a Hessisbohler First s podhůřím Hochweidgütsch. Směrem do údolí Muotatal jsou místy velmi působivé a pozoruhodné prudké toky od Sulzmattu k Fallenfluhu. Přes tyto horské hrany se vrhají vody potoka Bettbach a potoka Mettelbach, který do údolí stéká z Hintern Oberbergu a vlévá se do Muoty. Od nejnižšího bodu obce v oblasti Dorf až po nejvyšší bod obce, Huusmätteli, činí výškový rozdíl téměř přesně 1000 metrů.
Území obce se dělí na místní části Dorf, Vordern Oberberg (směrem na Ibergeregg), Hinteren Oberberg (směrem na Hoch Ybrig) a neobydlenou oblast Rieter a Alpy. Sousedními obcemi jsou Muotathal na jihu, Schwyz na západě a severu a Oberiberg na severovýchodě.

## Historie
Archeologicky doložené sídliště Balmis bylo pravděpodobně osídleno celoročně mezi 11. a 14. stoletím. Takzvané Heidenhüttchen jsou pozůstatky alpského osídlení. V roce 1370 se Illgau uvádí jako filiálka farnosti Muotathal a je poprvé zmíněno jako Ilgoe. Ačkoli první farář je doložen již v roce 1393, k oddělení od Muotathalu a vzniku samostatné farnosti došlo až v roce 1676. Kostel zmiňován v roce 1600, novostavby v letech 1708 a 1958. Významnými církevními stavbami jsou kaple Wart (1734, novostavba 1805) a Gründel (pravděpodobně pozdně barokního původu, přestavěna v roce 1855). Obec byla obsazena francouzskými vojsky v roce 1799 a v roce 1847 švýcarskými vojsky. Illgau se 27. února 1848 stalo samostatnou politickou obcí.
S dokončením celoročně sjízdné silnice v roce 1973 se obci rozvinul cestovní ruch, zejména v rekreačnímu středisku St.-Karl-Oberberg (1942) a dvěma lanovkám s propojením na Hoch-Ybrig.

## Obyvatelstvo
| Vývoj počtu obyvatel | Vývoj počtu obyvatel | Vývoj počtu obyvatel | Vývoj počtu obyvatel | Vývoj počtu obyvatel | Vývoj počtu obyvatel | Vývoj počtu obyvatel | Vývoj počtu obyvatel | Vývoj počtu obyvatel |
| -------------------- | -------------------- | -------------------- | -------------------- | -------------------- | -------------------- | -------------------- | -------------------- | -------------------- |
| Rok                  | 1798                 | 1850                 | 1870                 | 1900                 | 1950                 | 1990                 | 2000                 | 2020                 |
| Počet obyvatel       | 162                  | 246                  | 278                  | 270                  | 390                  | 633                  | 721                  | 784                  |

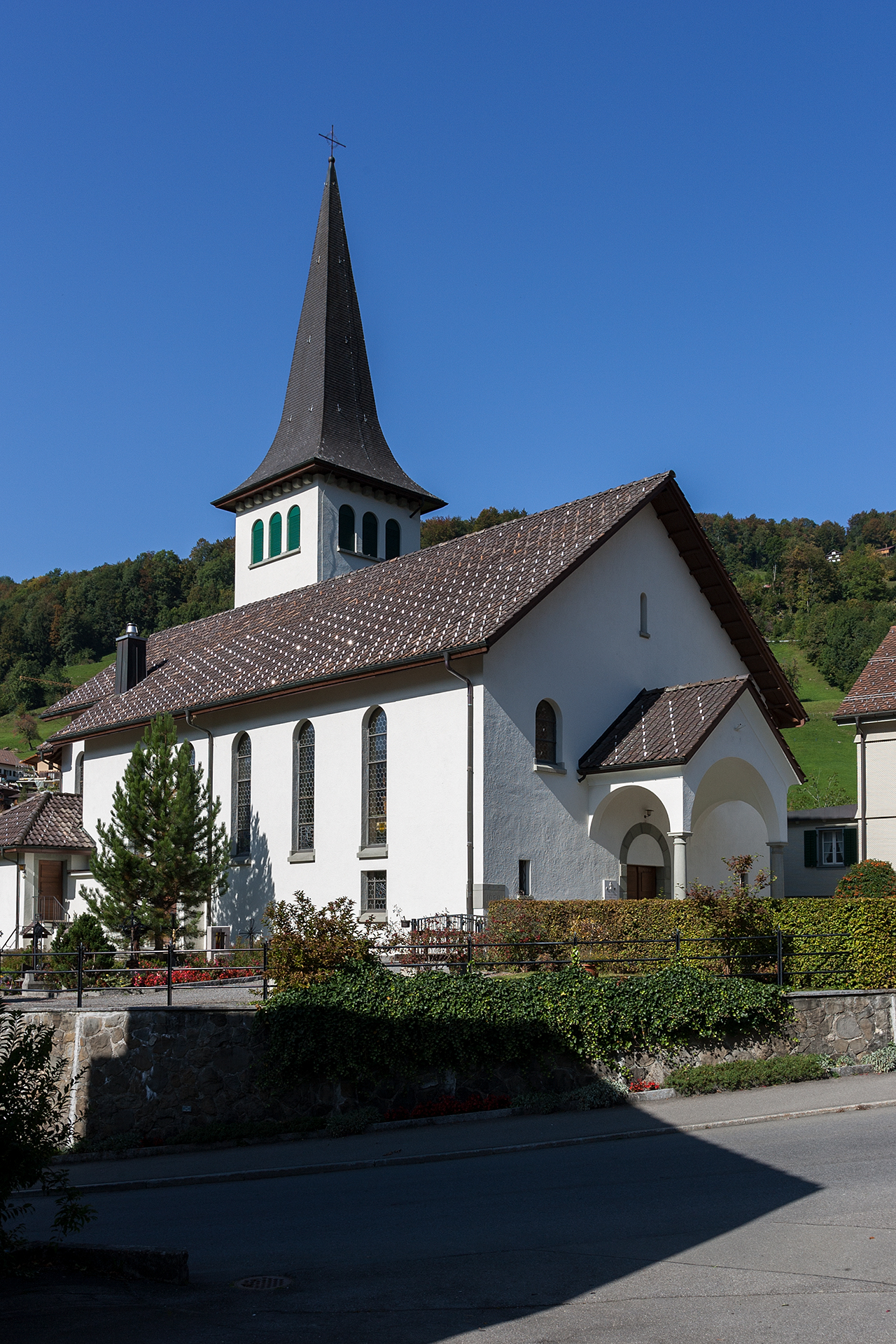
Kostel

Většina obyvatel (k roku 2000) hovoří německy (99,2 %), druhá nejčastější je albánština (0,3 %) a třetí ruština (0,3 %).

## Hospodářství
Pro obec Illgau je typické zemědělství. Zemědělské podniky jsou roztroušeny a hospodaří se zde celoročně až do nadmořské výšky 1300 metrů. Zemědělské plochy tvoří 62 % a lesy 31 % rozlohy obce.
Je zde rozvinutý obchod a cestovní ruch, ale 58 % pracovní síly je zaměstnáno mimo obec.

## Doprava
Přístup do obce je ze Schwyzu směrem na Muotathal a po 6 km po 3,5 km dlouhé silnici do Illgau. Silnice přes průsmyk Ibergereggpass spojuje Vorderer Oberberg se Schwyzem a Oberibergem. Z obce vedou spojovací silnice směrem na Ibergereggstrasse a Hinter Oberberg.
Veřejnou dopravu zajišťuje autobusová linka Schwyz–Muotathal s přestupem na lanovku Illgau–Ried. Další lanovka jezdí z Illgau Dorf do St. Karl/Oberberg; k její údolní stanici vede sjezdovka z lyžařského areálu Hoch-Ybrig, zatímco od horní stanice vede sjezdovka k vlekům lyžařského areálu Mythenregion na Ibergereggu.